# 长谷陵
长谷陵，是中国五胡十六国北燕文成帝冯跋的陵墓。
409年冯跋即天王位，改元太平。430年，冯跋病卒。被谥文成皇帝，庙号太祖。其弟冯弘篡位，冯跋葬在长谷陵（今辽宁省凌源市附近）。冯跋的长谷陵还没有被发现，冯跋的弟弟冯素弗的墓地在辽宁省北票市西官营子村於1965年发掘。